# Journal of Combinatorial Theory
Journal of Combinatorial Theory was een internationaal, aan collegiale toetsing onderworpen wetenschappelijk tijdschrift op het gebied van de combinatieleer. De naam wordt in literatuurverwijzingen meestal afgekort tot J. Combin. Theor. Het tijdschrift is opgericht in 1966 door Frank Harary en Gian-Carlo Rota.
Omdat het vakgebied snel groeide werd het tijdschrift in 1971 gesplitst in twee delen: Journal of Combinatorial Theory, Series A, en Journal of Combinatorial Theory, Series B. De volledige inhoud van het oorspronkelijke tijdschrift is open access gemaakt.